# Frederico Guilherme III, Duque de Saxe-Altemburgo
Frederico Guilherme III (Altemburgo, 12 de julho de 1657 - Altemburgo, 4 de abril de 1672), foi um duque de Saxe-Altemburgo.

## Vida
Foi o segundo filho de Frederico Guilherme II, Duque de Saxe-Altemburgo e da princesa Madalena Sibila da Saxónia, a sua segunda esposa.
Quando o seu irmão mais velho, Cristiano, morreu em 1663, Frederico Guilherme tornou-se no novo herdeiro de Saxe-Altemburgo. Quando o seu pai morreu em 1669, Frederico Guilherme III sucedeu-o, mas como tinha apenas doze anos de idade, foi o príncipe-eleitor João Jorge II da Saxónia e o duque Maurício de Saxe-Zeitz, que assumiram a sua guarda e a regência do ducado.
Apenas três anos depois de subir ao trono, o jovem duque morreu de varíola. Com a sua morte, o ramo de Saxe-Altemburgo ficou extinto.
O ducado de Saxe-Altemburgo foi dividido entre os ramos de Saxe-Gota e Saxe-Weimar; mas, tendo por base o testamento do duque João Filipe de Saxe-Altemburgo (tio de Frederico Guilherme III), a maior parte do ducado ficou para Saxe-Gota, uma vez que este descendia da princesa Isabel Sofia, filha única de João Filipe, que a declarou herdeira geral da família caso a linha masculina fosse extinta.

## Genealogia
| Frederico Guilherme III, Duque de Saxe-Altemburgo | Pai: Frederico Guilherme II, Duque de Saxe-Altemburgo | Avô paterno: Frederico Guilherme I, Duque de Saxe-Weimar | Bisavô paterno: João Guilherme, Duque de Saxe-Weimar    |
| Frederico Guilherme III, Duque de Saxe-Altemburgo | Pai: Frederico Guilherme II, Duque de Saxe-Altemburgo | Avô paterno: Frederico Guilherme I, Duque de Saxe-Weimar | Bisavó paterna: Doroteia Susana do Palatinado-Simmern   |
| Frederico Guilherme III, Duque de Saxe-Altemburgo | Pai: Frederico Guilherme II, Duque de Saxe-Altemburgo | Avó paterna: Ana Maria do Palatinado-Neuburgo            | Bisavô paterno: Filipe Luís, Duque Palatino de Neuburgo |
| Frederico Guilherme III, Duque de Saxe-Altemburgo | Pai: Frederico Guilherme II, Duque de Saxe-Altemburgo | Avó paterna: Ana Maria do Palatinado-Neuburgo            | Bisavó paterna: Ana de Cleves                           |
| Frederico Guilherme III, Duque de Saxe-Altemburgo | Mãe: Madalena Sibila da Saxónia                       | Avô materno: João Jorge I, Eleitor da Saxônia            | Bisavô materno: Cristiano I, Eleitor da Saxônia         |
| Frederico Guilherme III, Duque de Saxe-Altemburgo | Mãe: Madalena Sibila da Saxónia                       | Avô materno: João Jorge I, Eleitor da Saxônia            | Bisavó materna: Sofia de Brandemburgo                   |
| Frederico Guilherme III, Duque de Saxe-Altemburgo | Mãe: Madalena Sibila da Saxónia                       | Avó materna: Madalena Sibila da Prússia                  | Bisavô materno: Alberto Frederico, Duque da Prússia     |
| Frederico Guilherme III, Duque de Saxe-Altemburgo | Mãe: Madalena Sibila da Saxónia                       | Avó materna: Madalena Sibila da Prússia                  | Bisavó materna: Maria Leonor de Cleves                  |